# Pouillat
Pouillat település Franciaországban, Ain megyében. Lakosainak száma 79 fő (2022. január 1.). Pouillat Montfleur, Nivigne et Suran és Val Suran községekkel határos.

## Népesség
A település népességének változása:
| Lakosok száma | 48   | 26   | 38   | 76   | 93   | 91   | 88   | 85   | 83   | 79   |
|               | 1968 | 1982 | 1990 | 2006 | 2013 | 2015 | 2017 | 2019 | 2020 | 2022 |